# Clifford Taubes
Clifford Henry Taubes (ur. 21 lutego 1954 roku w Rochester) – amerykański matematyk, laureat Nagrody Shawa w dziedzinie matematyki z 2009 roku. Specjalizuje się w równaniach różniczkowych cząstkowych i ich zastosowaniach do topologii różniczkowej, geometrii różniczkowej i fizyki matematycznej.

## Życiorys
Urodził się 21 lutego 1954 roku w Rochester. W 1975 roku ukończył studia na Uniwersytecie Cornella z dyplomem z fizyki, po czym spędził rok jako student  astronomii  na Uniwersytecie Princeton. Następnie przeniósł się na Uniwersytet Harvarda, gdzie w roku 1978 ukończył studia magisterskie, a w 1980 roku uzyskał stopień doktora (promotorem jego rozprawy zatytułowanej The Structure of Static Euclidean Gauge Fields był Arthur Jaffe).
W jednym z wywiadów Taubes powiedział, że były dwa powody dla których został matematykiem zamiast fizykiem. Po pierwsze – dał się uwieść pięknu matematyki, a po drugie – w Harvardzie zdecydowanie lepsze ciasto jadano na kolokwiach na Instytucie Matematyki.
W latach 1980–1983 pracował na Uniwersytecie Harvarda, skąd przeniósł się na dwa lata na Uniwersytet Kalifornijski w Berkeley. Od 1985 roku jest profesorem Uniwersytetu Harvarda.
Wypromował 26 doktorów, wśród nich są m.in. Tomasz Mrowka i Michael Hutchings.

## Publikacje i osiągnięcia
Autor ponad 100 artykułów. Swoje prace publikował m.in. w „Geometry & Topology”, „Journal of Differential Geometry”, „Communications in Mathematical Physics” oraz najbardziej prestiżowych czasopismach matematycznych świata: „Journal of the American Mathematical Society" i „Inventiones Mathematicae”.
Oswald Veblen Prize in Geometry otrzymał za fundamentalne wyniki z zakresu teorii Yanga-Millsa.
Clay Research Award został nagrodzony za dowód hipotezy Weinsteina w wymiarze 3.
Nagrodę Shawa otrzymał razem z Simonem Donaldsonem za ich genialne wyniki z geometrii trzy- i czterowymiarowej.

## Wyróżnienia
Taubes otrzymał m.in.:
- 2009 – Nagrodę Shawa w dziedzinie matematyki[9]
- 2008 – Clay Research Award[8]
- 1991 – Oswald Veblen Prize in Geometry[10]

W latach 1986 i 1998 był prelegentem sekcyjnym, a w 1994 roku plenarnym na Międzynarodowym Kongresie Matematyków.
Jest członkiem Amerykańskiej Akademii Sztuk i Nauk (od 1990 roku) i National Academy of Sciences (od 1996 roku). 

## Życie prywatne
Ma młodszego brata Gary'ego, który ukończył studia z fizyki stosowanej, inżynierii lotniczej i dziennikarstwa i jest znanym dziennikarzem i autorem piszącym o tematyce naukowej.
Taubes ożenił się z Anne Warner, prawniczką i medalistką olimpijską w wioślarskich ósemkach kobiet (brąz w 1976 roku). Para mieszkała w Belmont w stanie Massachusetts i doczekała się dwójki dzieci – Alice i Hannibala, ale później się rozwiodła.